# 曼谷大众运输机构

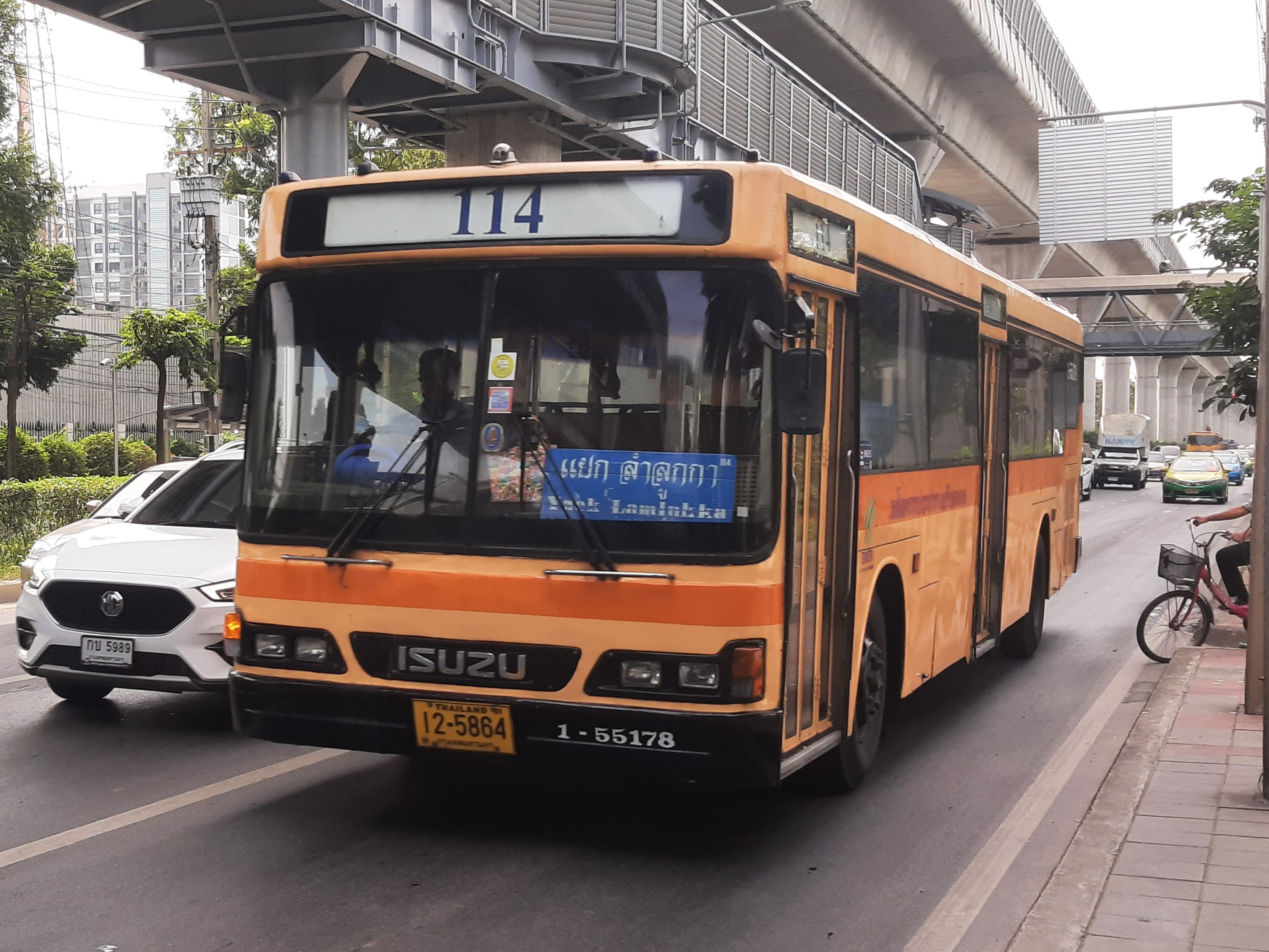
BMTA旗下巴士。

曼谷大眾運輸機構（英語： 或 BMTA，泰語： 或 ขสมก. ），是曼谷都會區主要的公共巴士營辦商。 它是泰國最大的城市巴士系統。曼谷大眾運輸機構使用巴士和小巴服務于曼谷以及周邊各府。
BMTA是一家自1976年10月1日開始經營的國營事業，通過兼併在1973年能源危機後難以為繼的私人巴士公司組成。在1975年，政府嘗試建立一家公私合營的企業，大眾運輸有限公司 ，來解決這些公司的所面對的困境，但沒有成事。所以在1976再次嘗試，建立了一家在交通部控制下的全國營的企業BMTA。
自此之後，這個機構就成為了全城主要的巴士營辦商。但是，仍有一些私人巴士公司決定不出售給國家，而是在與BMTA合營的情形下繼續經營部分線路。BMTA雖然有政府補助支持，但是從其開始經營之始就一直處於虧損狀態，導致服務質素每況愈下。

## 簡介
BMTA服務覆蓋曼谷以及周邊的暖武裡、北欖、巴吞他尼、佛統和龍仔厝等府。每天服務約300萬搭客。服務時間，除了一些通宵線路以外，大致從五點到二十三點。BMTA的服務區域被劃分為八個服務區域。 
- 第一區: 北區 (轉運站：蘭實、挽卿)
- 第二區: 上東區 (轉運站：挽甲必、民武里)
- 第三區: 下東區 (轉運站：三廊、北欖)
- 第四區: 中南區 (轉運站：孔堤、沙圖巴立)
- 第五區: 西南區  (轉運站：佬卡儂、新城)
- 第六區: 西區  (轉運站：挽坑、吞武裡)
- 第七區: 西北區  (轉運站：暖武里、挽賜)
- 第八區: 上東區及中區   (轉運站：挽甲必、匯權、叻拋)

## 付費方式
目前BMTA 只接受現金和固本，在未來，可能會引入適用於各類公共交通的智能卡。